# Mangapu
De Mangapu is een rivier op het Noordereiland in Nieuw-Zeeland. De rivier ontstaat uit diverse kleine riviertjes, waarvan de Mangaokewa de langste is, die nabij Te Kuiti bij elkaar komen. Vanaf dit punt vormen ze een rivier met de naam Mangapu. De Mangapu stroomt noordwaarts en mondt uit in de Waipa, bij Otorohanga